# (2544) Gubarev
(2544) Gubarev est un astéroïde de la ceinture principale.

## Description
(2544) Gubarev est un astéroïde de la ceinture principale. Il fut découvert le 6 août 1980 à l'Observatoire Kleť par Zdeňka Vávrová. Il présente une orbite caractérisée par un demi-grand axe de 2,37 UA, une excentricité de 0,24 et une inclinaison de 22,5° par rapport à l'écliptique.

## Compléments